# 释廣聲
釋廣聲 BBM（？—）現任新加坡佛教總會副會長、光明山普覺禪寺方丈，以及新加坡佛學院創辦人。

## 早年生活
廣聲法師曾就讀新加坡維多利亞中学。1980年出家，成為宏船法師的弟子。據報導，廣聲法師受耳鳴困擾，並因此尋求治療。

## 事業發展

### 宗教
廣聲法師自2006年起擔任新加坡佛教總會會長，自2004年起出任光明山普覺禪寺第六任方丈。他自1995年至2004年擔任光明山普覺禪寺的监院，並於2005年創立新加坡佛學院。
他曾擔任新加坡宗教联谊会主席，亦曾出任多間學校的管理委員會主席，包括：菩提學校、文殊中學，以及彌陀學校。他亦在其他慈善及宗教機構擔任名譽職位，如新加坡佛教施診所及光明山修身院。
廣聲法師亦是一位佛教音樂人，曾參與製作多張佛教音樂專輯，包括《敬》、《佛笑》、《佛教歌集》和《唵》等。

### 政治
2015年7月，新加坡第七任總統陳慶炎委任廣聲法師擔任少數種族權利總統理事會成員。其後在2021年7月，第八任總統哈莉瑪也再度委任他繼續留任。2024年7月，第九任總統尚達曼再次委任廣聲法師加入該理事會。

### 公益
2014年，廣聲法師成為新加坡首位向「援助土耳其敘利亞難民計劃」（Asrit）捐款的非穆斯林宗教領袖。

## 荣誉
2011年5月1日，泰國摩诃朱拉隆功大學為表彰廣聲法師對佛教的貢獻，授予他教育行政榮譽博士學位。
2018年8月，新加坡政府因廣聲法師“关注年轻一代教育，栽培社会栋梁”授予他公共服务星章（BBM）以资奖励。